# Ряховський Сергій Васильович
Сергій Васильович Ряховський ( рос. Серге́й Васильевич Ряховский; 29 грудня 1962 — 12 листопада 2007) — радянсько-російський серійний вбивця, засуджений за вбивство 19 людей у Московській області між 1988 і 1993 роками.

## Біографія
Сергій Васильович Ряховський народився 29 грудня 1962 року в районі Салтиківка міста Балашиха Московської області, що знаходиться за 1 кілометр (0,62 ми) на схід від Москви . Ряховський був 198 см заввишки та вагою 130 кг. У 1982 році Ряховський стверджував, що почав відчувати «непереборне бажання близькості з жінкою» та кілька разів намагався зґвалтувати літніх жінок у районі Голяново на сході Москви, за що був засуджений за хуліганство та отримав чотирирічний термін ув'язнення.

## Вбивства
У червні 1988 року Ряховський скоїв своє перше вбивство, коли вбив гомосексуального чоловіка в Бітці, селі в Московській області на околиці Москви. Того ж року він убив трьох гомосексуальних чоловіків в Ізмайловському парку, що, за словами Ряховського, було частиною його особистої місії з «очищення» суспільства шляхом убивства гомосексуалів та повій . Незважаючи на це, більшість його жертв між 1988 і 1993 роками були літніми жінками, хоча він також убив п'ятьох чоловіків та двох підлітків. Основними методами вбивства Ряховського були ножові поранення або удушення голими руками чи мотузкою, а після смерті жертви він калічив тіла, переважно в області геніталій . З деякими трупами жертв Ряховського здійснювали статеві акти . У січні 1993 року Ряховський убив 73-річного чоловіка, відрубив йому голову мисливським ножем, а через день повернувся, щоб відрізати йому ногу. Його наступній жертві, 65-річній жінці, було розірвано живіт слабким піротехнічним пристроєм. Він повісив, випатрав, а потім ножем обезголовив свою передостанню жертву, 16-річного хлопчика.

## Арешт і засудження
Під час планового обшуку місця злочину поліцейські виявили хатину з зашморгом, прикріпленим до стелі. Вважаючи це частиною підготовки до наступного вбивства, вони вирішили влаштувати засідку. 13 квітня 1993 року Ряховський прибув до хатини і згодом був заарештований співробітниками міліції. Незважаючи на свою значну силу та буйний темперамент, Ряховський не чинив абсолютно жодного опору, пізніше зізнавшись, що побачивши зброю в руках офіцерів, він заціпенів від страху.  Російська преса прозвала Ряховського «Балашихинським розпорювачем» та «Бегемотом» через його товсту шию та масивну поставу.  Під час розслідування Ряховський співпрацював з посадовцями та слідчими, охоче вказуючи місця злочинів та описуючи способи вбивства. Згідно з його зізнаннями, більшість убивств не були запланованими, а радше були наслідком раптового імпульсу, що й було використано для пояснення мотивації вбивства 70-річної жінки та 78-річного чоловіка, яких Ряховський випадково зустрів у лісі. Був виняток, оскільки його перше вбивство гомосексуаліста, з яким він зустрівся в Ізмайловському парку в 1988 році, було ретельно спланованим. Більшість жертв були людьми старше 40 та близько 50 років, тоді як троє з його жертв були старше 60 років.
За словами психіатрів з Московського інституту Сербського, некрофільні схильності Ряховського були спричинені порушенням роботи його центральної нервової системи . Його було оцінено як осудного, дієздатного та повністю відповідального за свої дії. Однак, після того, як йому повідомили про діагноз, поведінка Ряховського різко змінилася. Спочатку самовдоволений та повністю співпрацюючи зі слідчими, він раптово почав чинити перешкоди, припинив співпрацю, почав вимагати покарання для експертів, а також відмовився від своїх попередніх зізнань. Під час російської конституційної кризи 1993 року Ряховський, який підтримував Верховну Раду, написав листа Олександру Руцькому, стверджуючи, що він є невинною жертвою «антинаціональної влади».
У липні 1995 року Ряховського засудили до смертної кари через розстріл, і після вироку він сказав: «Я повернуся». Однак у 1996 році Росія запровадила мораторій на страти, натомість вирок було замінено на довічне ув'язнення у виправній колонії суворого режиму в Сосновці Зубово-Полянського району Мордовії. 

## Смерть
Ряховський помер 12 листопада 2007 року від тривалого нелікованого туберкульозу під час відбування покарання у в'язниці. 